# Partecipanti al BinckBank Tour 2019
Elenco dei partecipanti al BinckBank Tour 2019.
Il BinckBank Tour 2019 fu la quindicesima edizione della corsa. Alla competizione presero parte 23 squadre.

## Corridori per squadra
Nota: R ritirato, NP non partito, FT fuori tempo, SQ squalificato 
| Bahrain-Merida        | Bahrain-Merida           | Bahrain-Merida        | Team Sunweb          | Team Sunweb                 | Team Sunweb          | AG2R La Mondiale          | AG2R La Mondiale          | AG2R La Mondiale          |
| --------------------- | ------------------------ | --------------------- | -------------------- | --------------------------- | -------------------- | ------------------------- | ------------------------- | ------------------------- |
| 1                     | Phil Bauhaus             | R 5ª                  | 81                   | Jan Bakelants               | 27º                  | 161                       | Oliver Naesen             | 2º                        |
| 2                     | Valerio Agnoli           | R 1ª                  | 82                   | Roy Curvers                 | R 7ª                 | 162                       | Nico Denz                 | 28º                       |
| 3                     | Grega Bole               | 102º                  | 83                   | Marc Hirschi                | 5º                   | 163                       | Julien Duval              | 89º                       |
| 5                     | Iván García Cortina      | 7º                    | 84                   | Søren Kragh Andersen        | R 7ª                 | 164                       | Dorian Godon              | R 7ª                      |
| 6                     | Heinrich Haussler        | NP 6ª                 | 85                   | Joris Nieuwenhuis           | 46º                  | 165                       | Lawrence Warbasse         | 35º                       |
| 7                     | Marcel Sieberg           | 84º                   | 86                   | Casper Pedersen             | 42º                  | 166                       | Gediminas Bagdonas        | R 7ª                      |
| 10                    | Wang Meiyin              | R 7ª                  | 87                   | Martijn Tusveld             | 21º                  | 167                       | Stijn Vandenbergh         | 86º                       |
| Deceuninck-Quick-Step | Deceuninck-Quick-Step    | Deceuninck-Quick-Step | Trek-Segafredo       | Trek-Segafredo              | Trek-Segafredo       | Astana Pro Team           | Astana Pro Team           | Astana Pro Team           |
| 11                    | Philippe Gilbert         | 13º                   | 91                   | Edward Theuns               | 73º                  | 171                       | Laurens De Vreese         | 96º                       |
| 12                    | Tim Declercq             | 33º                   | 92                   | Fabio Felline               | 11º                  | 172                       | Žandos Bižigitov          | 49º                       |
| 13                    | Álvaro Hodeg             | R 7ª                  | 93                   | Alex Frame                  | R 7ª                 | 173                       | Davide Ballerini          | 43º                       |
| 14                    | Bob Jungels              | R 7ª                  | 94                   | Alex Kirsch                 | R 7ª                 | 174                       | Evgenij Gidič             | R 7ª                      |
| 15                    | Iljo Keisse              | R 7ª                  | 95                   | Matteo Moschetti            | R 7ª                 | 175                       | Dmitrij Gruzdev           | 82º                       |
| 16                    | Florian Sénéchal         | 23º                   | 96                   | Fumiyuki Beppu              | 95º                  | 177                       | Artëm Zacharov            | 92º                       |
| 17                    | Zdeněk Štybar            | 15º                   | 97                   | Mads Pedersen               | 37º                  | 178                       | Manuele Boaro             | R 7ª                      |
| Lotto Soudal          | Lotto Soudal             | Lotto Soudal          | UAE Team Emirates    | UAE Team Emirates           | UAE Team Emirates    | Roompot-Charles           | Roompot-Charles           | Roompot-Charles           |
| 21                    | Tim Wellens              | 3º                    | 101                  | Jasper Philipsen            | 53º                  | 181                       | Lars Boom                 | 67º                       |
| 23                    | Stan Dewulf              | 24º                   | 102                  | Roberto Ferrari             | 87º                  | 182                       | Jesper Asselman           | 54º                       |
| 24                    | Frederik Frison          | R 7ª                  | 103                  | Marco Marcato               | 20º                  | 184                       | Senne Leysen              | R 7ª                      |
| 25                    | Nikolas Maes             | 56º                   | 104                  | Juan Sebastián Molano       | R 7ª                 | 185                       | Boy van Poppel            | 78º                       |
| 27                    | Maxime Monfort           | 22º                   | 105                  | Rui Oliveira                | 101º                 | 186                       | Jan-Willem van Schip      | 75º                       |
| 29                    | Rémy Mertz               | R 7ª                  | 106                  | Tom Bohli                   | 94º                  | 187                       | Oscar Riesebeek           | 85º                       |
| 30                    | Brian van Goethem        | R 7ª                  | 107                  | Oliviero Troia              | R 7ª                 | 190                       | Stijn Steels              | 83º                       |
| Team Jumbo-Visma      | Team Jumbo-Visma         | Team Jumbo-Visma      | Bora-Hansgrohe       | Bora-Hansgrohe              | Bora-Hansgrohe       | Sport Vlaanderen-Baloise  | Sport Vlaanderen-Baloise  | Sport Vlaanderen-Baloise  |
| 31                    | Dylan Groenewegen        | NP 6ª                 | 111                  | Sam Bennett                 | 61º                  | 191                       | Amaury Capiot             | 40º                       |
| 32                    | Laurens De Plus          | 1º                    | 112                  | Marcus Burghardt            | 103º                 | 192                       | Piet Allegaert            | 45º                       |
| 33                    | Paul Martens             | 99º                   | 113                  | Jempy Drucker               | 47º                  | 193                       | Milan Menten              | 44º                       |
| 34                    | Timo Roosen              | 26º                   | 114                  | Oscar Gatto                 | R 7ª                 | 194                       | Edward Planckaert         | 98º                       |
| 35                    | Mike Teunissen           | 6º                    | 115                  | Jay McCarthy                | 19º                  | 195                       | Thomas Sprengers          | 30º                       |
| 36                    | Jos van Emden            | 59º                   | 116                  | Daniel Oss                  | R 4ª                 | 196                       | Dries Van Gestel          | 88º                       |
| 37                    | Maarten Wynants          | R 2ª                  | 117                  | Lukas Pöstlberger           | 25º                  | 200                       | Aaron Verwilst            | 97º                       |
| Movistar Team         | Movistar Team            | Movistar Team         | Team Dimension Data  | Team Dimension Data         | Team Dimension Data  | Wanty-Gobert Cycling Team | Wanty-Gobert Cycling Team | Wanty-Gobert Cycling Team |
| 41                    | Jürgen Roelandts         | 90º                   | 121                  | Michael Valgren Andersen    | 10º                  | 201                       | Xandro Meurisse           | R 3ª                      |
| 42                    | Héctor Carretero         | R 7ª                  | 122                  | Ryan Gibbons                | 65º                  | 202                       | Aimé De Gendt             | 55º                       |
| 43                    | Jaime Castrillo          | R 7ª                  | 123                  | Reinardt Janse van Rensburg | 17º                  | 203                       | Tom Devriendt             | R 7ª                      |
| 44                    | Lluís Mas                | R 7ª                  | 124                  | Mark Renshaw                | R 7ª                 | 204                       | Timothy Dupont            | 74º                       |
| 46                    | Jasha Sütterlin          | 48º                   | 125                  | Lars Bak                    | R 7ª                 | 205                       | Wesley Kreder             | 79º                       |
| 47                    | Carlos Verona            | 50º                   | 126                  | Rasmus Tiller               | R 2ª                 | 206                       | Pieter Vanspeybrouck      | R 4ª                      |
| 49                    | Winner Anacona           | R 1ª                  | 127                  | Julien Vermote              | 66º                  | 210                       | Boris Vallée              | 68º                       |
| CCC Team              | CCC Team                 | CCC Team              | EF Education First   | EF Education First          | EF Education First   | Wallonie Bruxelles        | Wallonie Bruxelles        | Wallonie Bruxelles        |
| 51                    | Greg Van Avermaet        | 4º                    | 131                  | Simon Clarke                | 9º                   | 211                       | Baptiste Planckaert       | 91º                       |
| 52                    | Michael Schär            | 51º                   | 132                  | Moreno Hofland              | NP 6ª                | 212                       | Kenny Dehaes              | R 1ª                      |
| 53                    | Jakub Mareczko           | R 7ª                  | 133                  | Mitchell Docker             | 57º                  | 213                       | Eliot Lietaer             | R 5ª                      |
| 54                    | Josef Černý              | R 7ª                  | 134                  | Sacha Modolo                | R 7ª                 | 215                       | Ludovic Robeet            | 93º                       |
| 56                    | Łukasz Wiśniowski        | 62º                   | 135                  | Logan Owen                  | NP 5ª                | 216                       | Lionel Taminiaux          | R 7ª                      |
| 57                    | Guillaume Van Keirsbulck | 63º                   | 136                  | Julius van den Berg         | R 7ª                 | 217                       | Lukas Spengler            | R 4ª                      |
| 60                    | Gijs Van Hoecke          | 64º                   | 137                  | Sep Vanmarcke               | 12º                  | 218                       | Aksel Nõmmela             | 77º                       |
| Mitchelton-Scott      | Mitchelton-Scott         | Mitchelton-Scott      | Groupama-FDJ         | Groupama-FDJ                | Groupama-FDJ         | Total Direct Énergie      | Total Direct Énergie      | Total Direct Énergie      |
| 61                    | Michael Albasini         | 58º                   | 141                  | Arnaud Démare               | 100º                 | 221                       | Angélo Tulik              | R 7ª                      |
| 62                    | Edoardo Affini           | 60º                   | 142                  | Kevin Geniets               | 31º                  | 222                       | Romain Cardis             | NP 5ª                     |
| 63                    | Jack Bauer               | 36º                   | 143                  | Stefan Küng                 | 8º                   | 223                       | Damien Gaudin             | R 7ª                      |
| 64                    | Cameron Meyer            | 41º                   | 145                  | Valentin Madouas            | 38º                  | 224                       | Pim Ligthart              | R 7ª                      |
| 65                    | Callum Scotson           | 52º                   | 146                  | Miles Scotson               | R 7ª                 | 225                       | Adrien Petit              | R 7ª                      |
| 66                    | Dion Smith               | 14º                   | 147                  | Ramon Sinkeldam             | R 7ª                 | 226                       | Alexandre Pichot          | 104º                      |
| 67                    | Robert Stannard          | 39º                   | 150                  | Olivier Le Gac              | NP 4ª                | 227                       | Thomas Boudat             | 70º                       |
| Team Ineos            | Team Ineos               | Team Ineos            | Team Katusha Alpecin | Team Katusha Alpecin        | Team Katusha Alpecin |                           |                           |                           |
| 71                    | Dylan van Baarle         | 18º                   | 151                  | Reto Hollenstein            | 81º                  |                           |                           |                           |
| 72                    | Filippo Ganna            | R 7ª                  | 152                  | Ruben Guerreiro             | 16º                  |                           |                           |                           |
| 73                    | Kristoffer Halvorsen     | 71º                   | 153                  | Jenthe Biermans             | 32º                  |                           |                           |                           |
| 74                    | Christian Knees          | 69º                   | 155                  | Vjačeslav Kuznecov          | 76º                  |                           |                           |                           |
| 75                    | Chris Lawless            | R 2ª                  | 156                  | Willie Smit                 | 34º                  |                           |                           |                           |
| 77                    | Leonardo Basso           | 72º                   | 157                  | Harry Tanfield              | R 7ª                 |                           |                           |                           |
| 80                    | Michał Gołaś             | 29º                   | 158                  | Jens Debusschere            | 80º                  |                           |                           |                           |

### Legenda
| Dorsale      | Dorsale di partenza del ciclista | Posizione    | Posizione finale nella classifica generale               |
| Maglia verde | Indica il vincitore della classifica generale                                                                                        | Maglia rossa | Indica il vincitore della classifica a punti             |
| Maglia nera  | Indica il vincitore della classifica combattività                                                                                    |              |                                                          |
| NP           | Indica un ciclista che non è ripartito in una tappa la mattina                                                                       | R            | Indica un ciclista che si è ritirato in una tappa        |
| FTM          | Indica un ciclista che ha concluso una tappa fuori tempo, ossia ha impiegato più tempo rispetto a quanto stabilito dal tempo massimo | EX           | Corridore escluso per non aver rispettato il regolamento |